# Vilém Kandler
Vilém Kandler, německy Wilhelm Kandler, (29. února 1816 Chrastava – 18. května 1896 Praha) byl česko-německý (böhmischer) malíř a restaurátor fresek, následovník Josefa Führicha a římských nazarénů. 
Maloval historické, žánrové a náboženské obrazy. Svými kresbami krajin se starožitnou architekturou přispíval do žánrových alb litografií a barvotisků Haasovy tiskárny v Praze. 

## Životopis
Vilém / Wilhelm Kandler se narodil v Chrastavě (rodišti umělců Josefa von Führicha a Gustava Kratzmanna) jako nejstarší syn Michaela Kandlera (1787–1857) a matky Theresie. Vilémův otec si na živobytí vydělával jako malíř (samouk) a štafír, stejně jako otec chrastavského rodáka Josefa Führicha nebo z nedalekého Wartenberka zakladatel uměleckého rodu Maxů. Nejprve pozlacoval rámy obrazů, které později doplňoval svými autodidaktickými malbami.
Uživit neustále se rozrůstající rodinu jako štafír a pozlacovač v Chrastavě bylo pro Michaela Kandlera stále obtížnější, takže zpráva o kolonizaci polského území mu přišla jako lákavé řešení svízelné finanční situace. Nejprve podnikl cestu do Varšavy, kde se rozhodl následovat vyzvání polského místodržícího a ruského velkoknížete Konstantina ke kolonizaci ruského Polska v Kališské gubernii. Strastiplná cesta za ukrutných mrazů, při které si uhnal plicní onemocnění, tamní nepříznivé klima a stesk rodiny po bývalém domově ho nakonec donutily k návratu.
V roce 1824 se rodina usadila v Chomutově, kde osmiletý Vilém pokračoval ve školní docházce. Po třech letech se rodina přestěhovala do Žatce. Vilém začal kreslit a kolorovat již ve třetím roce svého života, později ho v jeho uměleckém nadání podporoval i jeho učitel Anton Hübel a v malbě ho školil také vlastní otec. Jeho kresba žateckého řetězového mostu (prvního takového mostu v Čechách) přilákala pozornost tehdejšího krajského hejtmana Ferdinanda von Wussina natolik, že Vilémova otce pověřil vedením nové provizorně zřízené žatecké školy pro výuku kresby.

### Praha 30. a 40. léta 19. století
Vilém Kandler v letech 1830–1835 studoval malířství na Akademii výtvarných umění v Praze v ateliéru Františka Waldherra, Františka Tkadlíka a zejména u Josefa Führicha, který byl jeho celoživotním vzorem. Výtvarníkem byl také jeho mladší bratr Eduard (* 1818), který se stal rytcem.
Pro prestižní zakázku výzdoby kaple sv. Rafaela Klárova ústavu slepců v Praze byl Kandler císařským dvorním malířem Eduardem Gurkem doporučen, aby se společně s Antonínem Lhotou naučil u mnichovských mistrů Johanna Baptisty Müllera a Josefa Holzmaiera technikám freskové malby a mozaiky. Roku 1842 již v pražském adresáři inzeroval jako samostatný malíř historií a bydlel ve Vyšehradské ulici čp. 413/7.
Není přesně jasné, kdy se rodina Kandlerových přestěhovala ze Žatce do Prahy, v roce 1834 se otcův zdravotní stav údajně  natolik zhoršil, že byl sotva schopen vykonávat jakoukoli práci. V důsledku toho musel Vilém Kandler přerušit studium na umělecké akademii a nastoupit jako kreslič vzorků do továrny. Podle povinné evidence obyvatel rodina Kandlerových bydlela v Praze teprve od roku 1837.
Vilémovo neustálé potýkání s chudobou ukončila až zakázka pátera Franze Hockeho, přítele v Praze zesnulého knížecího arcibiskupa pasovského Leopolda hraběte Thun-Hohensteina, na obraz „Kázání svatého Prokopa / Predigt des hl. Prokop” pro kostel svatého Martina v Kozlech.

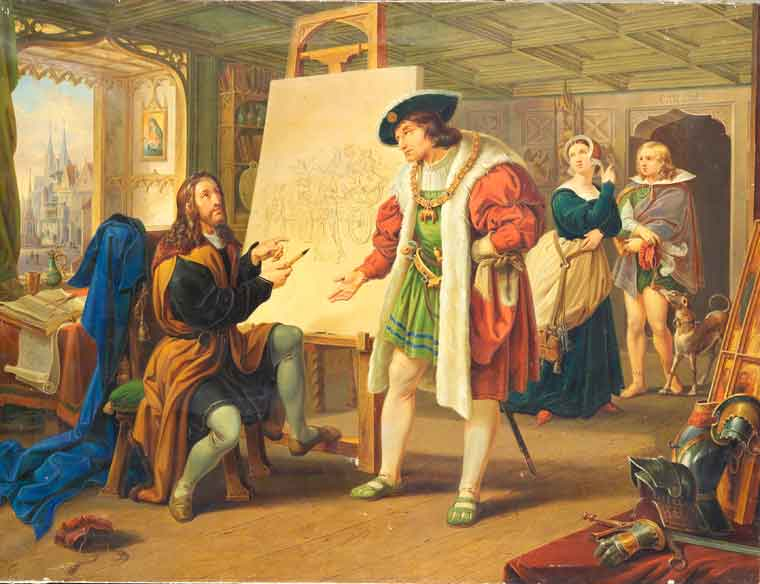
Vilém Kandler: Císař Maxmilian I. v dílně Albrechta Dürera (r. 1841), olejomalba, zakoupil páter Jeroným Josef Zeidler, opat Strahovského kláštera na pražské výstavě

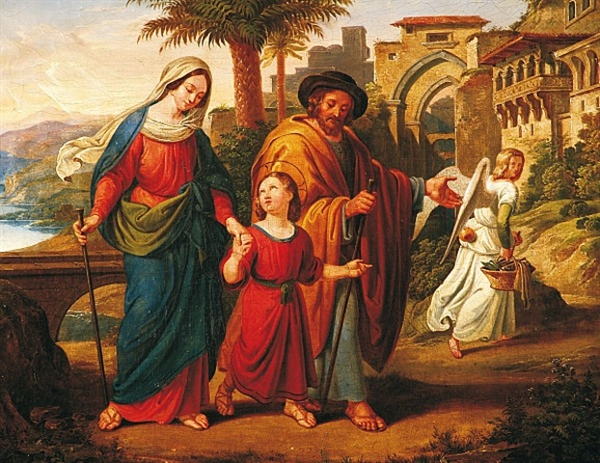
Vilém Kandler: Odpočinek svaté rodiny na útěku do Egypta (r. 1842), olejomalba 40 x 50 cm, jedna ze závěrečných prací na Akademii výtvarných umění

Obraz se líbil, takže následovaly další zakázky. S krajinářem Karlem Würbsem vytvořil kresby náboženských výjevů a pohledů na Prahu pro mědirytiny pražského nakladatelství, ilustracích pro knihu „Das Panorama des Universums zur erheiternden Belehrung für Jedermann und alle Länder”, která vyšla v roce 1837 v tiskárně synů Gottlieba Haase v Praze. Führich zůstal Kandlerovým vzorem, což se projevilo na jeho prvním větším cyklu „Otče náš”, který vyšel roku 1838 v Hennigově litografickém ústavu s textem profesora Vihana.
Císařský dvorní malíř Eduard Gurk, který v Praze pobýval u příležitosti chystající se korunovace císaře Ferdinanda I. (7. září 1836), navrhl zpracování kresebných kopií nástěnných maleb bývalé Korunní komory na hradě Karlštejně. Profesor pražské Akademie Antonín Lhota začal společně s Kandlerem nejprve s kresbami nástěnných maleb na schodišti Velké věže. Z důvodu blížící se korunovace byli Gurkem z Karlštejna odvoláni a následně pověřeni rekonstrukcí mozaiky ze 14. století na Zlaté bráně pražské katedrály. I když se z časových důvodů omezili jen na opravu poškozených míst, měla tato celkem náhodná prestižní zakázka pro Kandlera zásadní význam.
Současně totiž probíhala z popudu ředitele Akademie výtvarných umění Tkadlíka a architekta Krannera na vrchu svatého Vavřince (Laurenziberg) výzdoba křížových zastavení. K vypracování fresek podle Führichových kreseb byli z Mnichova povoláni malíři Johann Baptist Müller (1809–1869) a Josef Holzmaier. Jak Lhota tak i Kandler se stali jejich pozornými žáky.
V roce 1836 se Paul Alois Klar, spravující po otci Ústav pro nevidomé, rozhodl pro výstavbu nového ústavního objektu (na Klárově čp. 131/III). Projekt na dvoupatrovou pozdně empírovou budovu vypracoval architekt Vincenc Kulhánek a plány pro ústavní kapli architekt Josef Ondřej Kranner. V roce 1838 převzal Vilém Kandler s Antonínem Lhotou a dalšími malíři od Paula Aloise Klara zakázku na výzdobu kaple freskami podle Führichových návrhů. V té době se zrovna Kandler přihlásil do prvního konkursu Klarova stipendia pro výtvarné umělce, z něhož kvůli Klarově zakázce odstoupil. Fresky v „Kapli Svatého Rafaela Archanděla” patří mezi největší životní dílo Viléma Kandlera.

### Studijní pobyt v Itálii 1843-1850
Po několika olejomalbách, vystavených pražským Uměleckým spolkem, začalo nejpodnětnější období jeho uměleckého života. V roce 1843 se opět přihlásil do konkursu o Klarovo dvouleté umělecké stipendium, které mu bylo ve výši 300 zlatých ročně uděleno s tím, že namaluje votivní dílo pro kostel svého křtu v Chrastavě (obraz svatého Josefa pěstouna). V srpnu 1843 se vydal na cestu, pobyl krátce ve Vídni a pokračoval do Benátek, kde se seznámil s německým malířem Casparem Scheurenem z Düsseldorfu, při další cestě přes Padovu a Bolognu do Florencie s umělci Heinrichem Stohlem z Vídně, Švýcarem Amilcarem Daveriem, architektem Francem Krügerem z Drážďan a malířem historických obrazů Friedrichem Eugenen Schubackem z Altony.
V Římě, kam dorazil 30. září 1843, mohl díky Rudolfu hraběti von Lützow, rakouskému vyslanci u Svatého stolce ve Vatikánu, zdarma využívat bydlení v paláci Venezia (Gesandschaftshotel) c.k. rakouského místodržitelství. Zde se setkával s německým malířem Fritzem Overbeckem, sochařem Theodorem Wilhelmem Achtermannem, malířem Gebhardem Flatzem z Tyrolska, krajinářem Augustinem Ahlbornem a umělcem Johannem Martinem von Wagner z Bavorska.

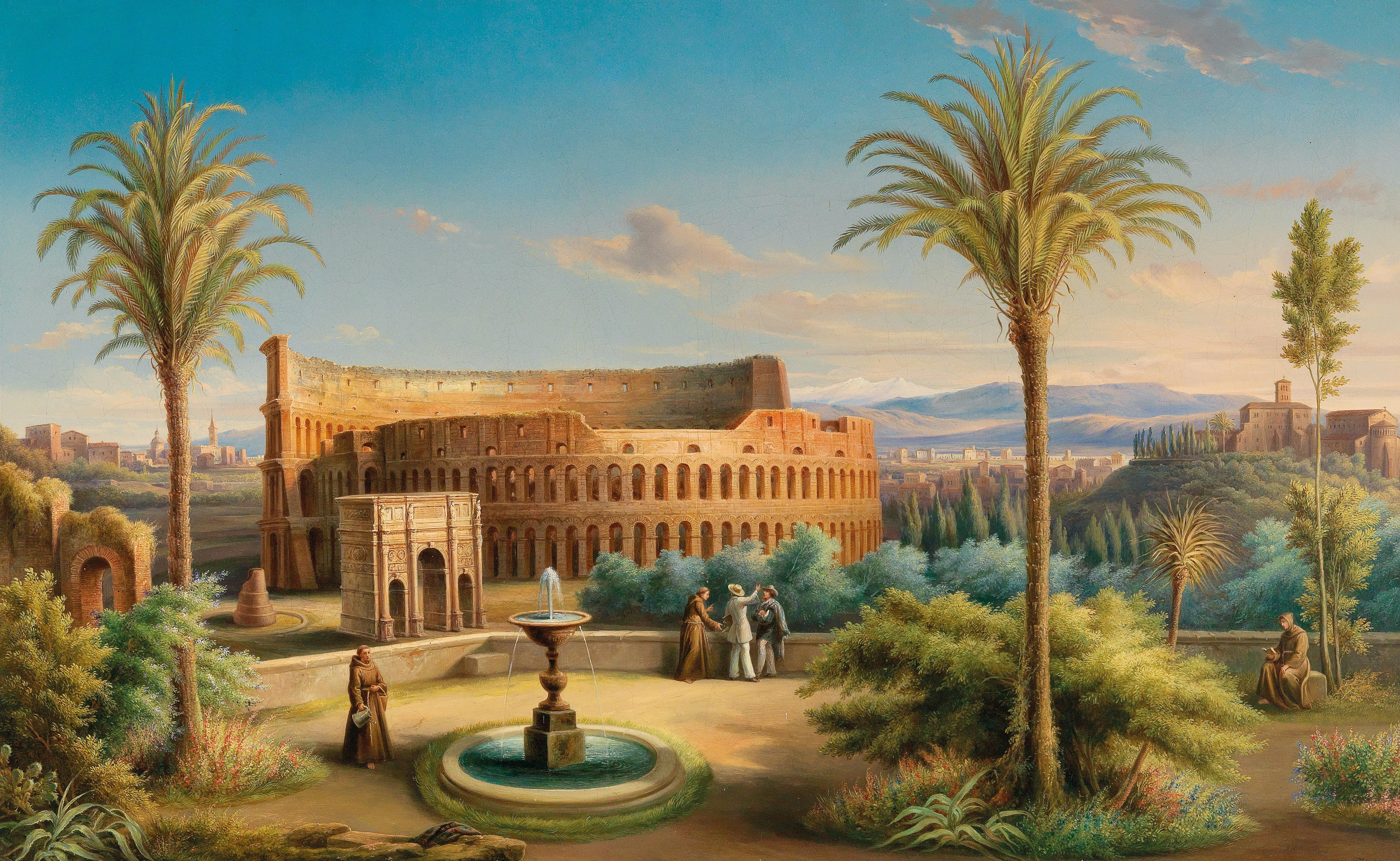
Vilém Kandler: Pohled na Koloseum od jihozápadu ze zahradní terasy františkánského kláštera od kostela San Bon aventura al Palatino

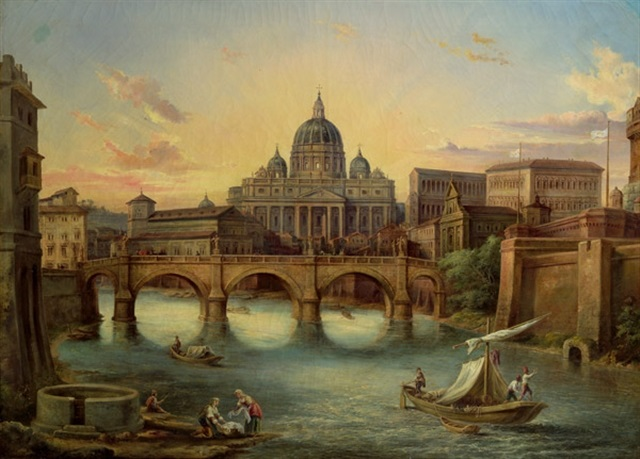
Vilém Kandler

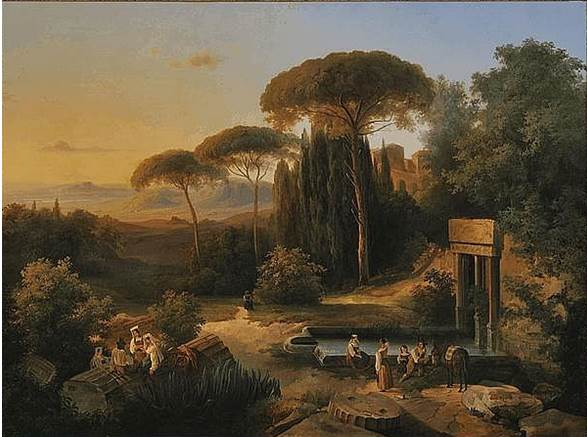
Vilém Kandler: olej na plátně (63.5 x 85 cm)

Prostřednictvím mědirytce Josepha von Kellera z Düsseldorfu navázal Kandler kontakt s Emilem Braunem, tajemníkem královského pruského Archeologického ústavu na Kapitolu v Římě, od kterého obdržel zakázku na kresbu Michelangelova veledíla - monumentální nástropní fresky „Poslední soud” a kresbu stropu Sixtinské kaple. V květnu 1844 odcestoval Kandler ze starobylého etruského přístavu Civitavecchia do Neapole, kde se v královském Muzeu Capodimonte nacházela kopie původního nepřemalovaného (bez zahalení nahých postav) Michelangelova Posledního soudu od malíře Marcella Venustiho.
V Neapoli se seznámil s německým malířem historických pláten Karlem Merklem z Lipska a penzionovaným medailérem Antonem Scharffem z Vídně. Do Říma se vrátil v září roku 1844, kam byl později v roce 1847 z Prahy povolán mladý malíř a mědirytec Konrád Wiesner, který měl Kandlerovi návrhy a řadu jiných obrazů ze Sixtinské kaple vyrýt do mědi. Dílo nedokončil, jelikož po půl roce zemřel. Ke konci roku 1844 navštívil Řím mecenáš umění bavorský král Ludvík I., s kterým se Kandler setkal na uvítací slavnosti ve vile „Poniatowski” (nyní je vila součástí etruského muzea Museo nazionale etrusco di Villa Giulia). Ještě před ukončením roku dorazila do Říma objednávka probošta Petra Weebera z Jindřichova Hradce na oltářní obraz „sv. Kateřiny Sienské” a oltářní obraz „Nejsvětější Trojice” pro kostel v Nadějově. V létě 1845 se oba obrazy nacházely ve stavu dokončení.
V prosinci 1845 navštívil Řím ruský car Mikuláše I., k jehož přivítání byla uspořádána umělecká výstava, do které mohl každý umělec právě se v Římě nacházející zaslat dvě díla. Na této výstavě prodal Kandler obraz „Kázání Jonášova v Ninive”. Velmi silným zážitkem se pro Kandlera stalo nejen úmrtí papeže Řehoře XVI., ale hlavně atmosféra věřících kolem investování papeže Pia IX. na Svatý stolec, vyhlášené papežské amnestie 16. července 1846 a papežem Piem IX. celebrovaná mše o svátku Nanebevzetí Panny Marie v bazilice Santa Maria del Popolo.
Kandler zažil v Římě také revoluční rok 1848: 27. března 1848 rozbouřenými lidovými masami stržení impozantního rakouského císařského erbu s výsostnými znaky všech provincií z budovy rakouského velvyslanectví a následné jejich ničení (při pohledu na dupání po bílém českém lvu s ním doslova lomcoval hněv), 5. listopadu 1848 vraždu ministerského předsedy Pellegrina Rossiho na schodech Cancellerie, útěk papeže Pia IX., Benátskou republikou odebrání paláce Venezia, vyvěšení rudé republikánské čapky na obelisku náměstí del Popolo, obléhání a 30. dubna 1849 obsazení Říma francouzskou armádou, návrat papeže Pia IX. a 21. dubna 1850 opětovné vyvěšení rakouského císařského znaku na budovu rakouského velvyslanectví. Státní znak namaloval Kandller náhradou za původní zničený a zrovna tak vyhotovil na žádost papeže Pia IX. i znak pro Svatý stolec. Všechny své zážitky si zapisoval do deníku, který byl po částech publikován v ročence „Libussa” v letech 1859 až 1860, vydávané Paulem Aloisem Klarem.
Na přímluvu tehdy slavného malíře Gebharda Flatze bylo Kandlerovi dvouleté stipendium uděleno i pro třetí rok a vzhledem k tomu, že v letech 1846 až 1850 se nikdo do konkursu o stipendium nepřihlásil, mohl být Kandlerův studijní pobyt s ročním stipendiem 300 zlatých nakonec prodloužen až do roku 1850. V Římě ho dostihly z domoviny tři smutné rodinné zprávy: v roce 1844 zemřela v Plzni sestra Justina (provdaná za finančního úředníka Wojacka), v roce 1846 bratr Franz (hodinářský učeň ve Vídni) a nakonec v roce 1848 sestra Anna (nešťastně provdaná v Žatci za Lichtnera).
Prvním obrazem vyhotoveným v Římě byl „Kristus lámající chléb v Emauzích”, který v roce 1845 koupil do kostela v štýrském lázeňském městě Bad Gleichenberg český krajan a lázeňský lékař MUDr. Wenzel Prasil (Václav Prášil). Prvním do Prahy zaslaným obrazem byla „Nejsvětější Trojice”, kterou krajský rada Paul Alois Klar se svou manželkou věnovali kostelu do Nadějova. Sám papež Pius IX. ho ještě v Římě posvětil.
V letech 1843-1850 v Římě zhotovil celou řadu olejomaleb a všelijakých kreseb. Do Prahy přivážel výsledky své sedmileté práce:
- sv. Kateřina Sienská při zjevení Spasitele, zakázka probošta z Jindřichova Hradce pro nový oltář do chrámu Nanebevzetí Panny Marie z odkazu paní Kateřiny Iglauerové (posvěcen papežem Piem IX.)
- sv. Vojtěch, zakázka od kněžny Isabelly z Thurn-Taxisu pro kostel na Skalsko (posvěcen papežem Piem IX.)
- sv. Josef s Ježíškem pro kostel do Chrastavy, stipendijní dar pro výzdobu rodného kostela - podmínka Klarova stipendia (posvěcen papežem Piem IX.)
- papež Řehoř IX. zastavuje vzbouření římského lidu kázáním a k němu jako pendant odsouzení Jakuba z Molay
- posledního mistra Templářů Jakuba z Molay odsouzení v Paříži
- objevení zřídla Karlovarského Karlem IV.
- sv. Jiří
- velké panorama Říma po francouzské nadvládě r. 1849 s plánem obležení (lept v mědi)
- 4 obrazy a la tempera ze života Kristova na zlatém podkladě
- 2 akvarelové obrazy k navrženým freskovým malbám pro kapli Panny Marie Týnském chrámu v Praze
- 80 v oleji na papíře vyvedených vyobrazení nejvýznamnějších římských památek a národních krojů:

např. „Dům Cola Rienzi” „Nervovo fórum”, „Konstantinův oblouk”, „Nerův akvadukt”, „Albanské jezero”, „Kapitol”, ještě v roce 1950 se ve sbírkách Belvederu ve Vídni nacházely dva oleje na papíře: „Boční pohled na Pantheon” (Seitenansicht des Pantheons) a „Uprostřed fóra Iulium” (Inneres des Forums der Julier)
- 100 dalších nevystavovaných obrázků ze života v Římě[11]

### Návrat do Prahy 1850-1896

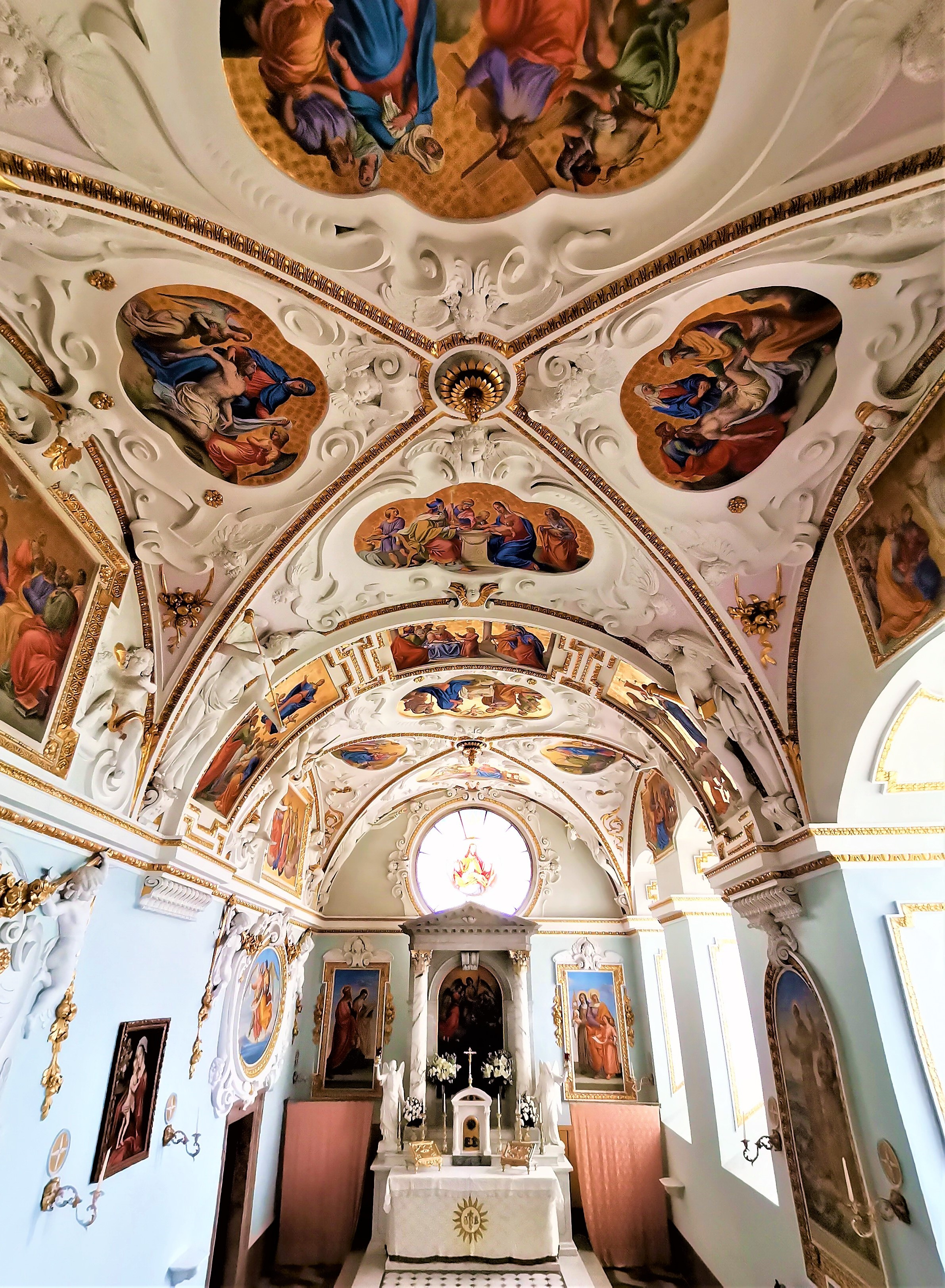
Kaple sv. Františka z Assisi na zámku Zákupy, plochy štukových rámů klenby a stěn od Viléma Kandlera

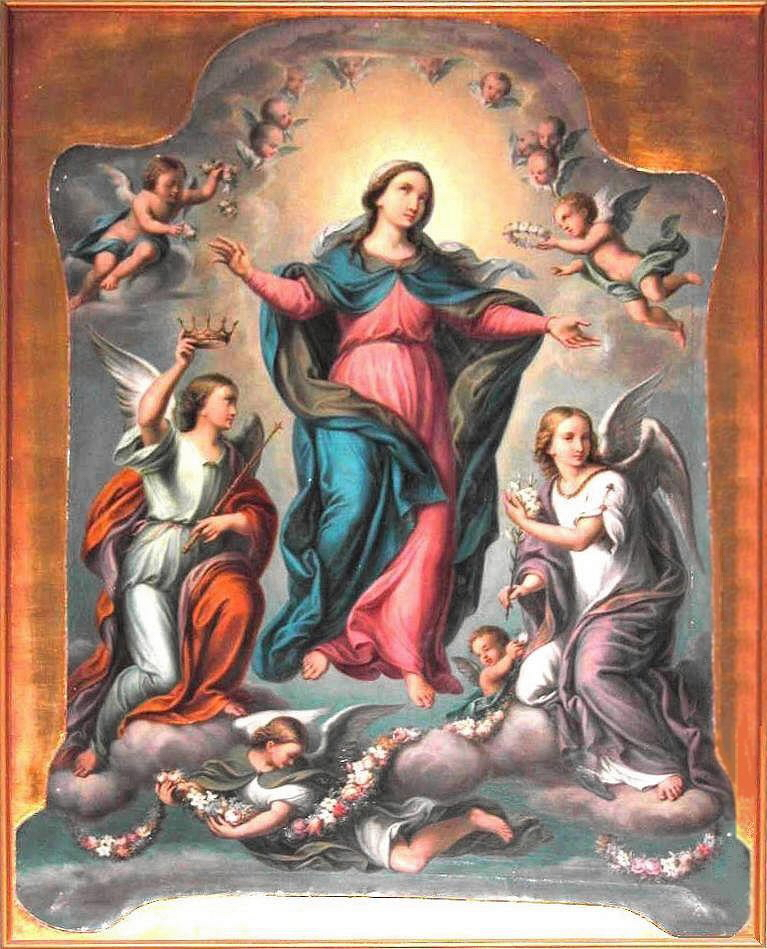
Kostel Nanebevzetí Panny Marie v Klecanech, oltářní obraz od Viléma Kandlera r. 1888

Po sedmi letech studia v Římě se Kandler v roce 1850 vrátil do Rakouska-Uherska. Nejdříve se zastavil u Josefa Führicha ve Vídni na Akademii. V červnu 1850 představil své obrazy v císařském Hofburgu a následně pak ve Vídni strávil několik měsíců. V Praze vystavoval svá díla na benefiční výstavě ve prospěch vojenské nemocnice v Karlových Varech, která se konala ve Valdštejnském paláci. Ačkoliv jeho obrazy sklidily všeobecné uznání, zakázky se příliš nehrnuly, takže začal plánovat návrat do Itálie.
Situace se změnila až po návštěvě bývalého císařského páru Ferdinanda I. a Marie Anny na pražské výstavě, z níž si zakoupili tři rozměrná plátna („Poslední mistr Templářů”, „Odsouzení Jakuba z Moay” a „Papež Řehoř IX. káže římskému lidu”). Ferdinand I. si tehdy dával adaptovat pro svůj pobyt zámky Ploskovice a Zákupy, a proto Kandlera následně pověřil plány na obnovu výzdoby zámecké kaple, jejíž oprava byla svěřena Václavu Levému.
Na bývalého císaře Kandlerovy návrhy zapůsobily natolik, že mu zadal figurální malbu ploch štukových zrcadel klenby a stěn kaple cyklem výjevů ze života Panny Marie a Ježíše Krista). Podle Kandlerových návrhů zhotovil pražský malíř porcelánu a skla Jan Zachariáš Quast malovaná okna, z nichž dvě s postavami světců Ludmily a Václava byla použita. Kandler v kapli též pozlacoval štuk a dřevořezby. Do zámecké kaple na zámku v Ploskovicích vyhotovil v roce 1854 oltářní obraz představující Marii s dítětem a před nimi klečícím Janem Nepomuckým. V tehdy soukromé kapli sv. Kříže na Pražském hradě vymaloval pro Ferdinanda Dobrotivého štuková zrcadla na klenbě.
Na základě těchto prestižních zakázek pro císařskou rodinu se poptávka po Kandlerových freskách a olejomalbách natolik zlepšila, že se mohl v Praze dobře uživit uměleckou tvorbou. O jeho autoritě v obci umělců svědčí fakt, že již roku 1852 byl zvolen místopředsedou Jednoty umělců výtvorných. 
V roce 1854 získal zakázku na dva oltářní obrazy pro kostel sv. Karla Boromejského Milosrdných sester boromejek na Malé Straně, jeden z nich se tam dochoval.
17. října roku 1865 se Kandler v kostele sv. Štěpána v Praze oženil s Aloisií Mayerovou z Říčan u Prahy (* 1844), s níž měl syna Eduarda (* 1866) a dcery Wilhelminu (* 1880) a Annu († 1881).
Na Všeobecné zemské výstavě v roce 1891 byla v pavilonu Retrospektivní výstavy uspořádána též výstava umělecká, na které Vilém Kandler vystavoval:
- v oddělení kartony: č. 32 skicu k obrazu «Uvedení křesťanství do Čech»
- v oddělení olejomalby: č. 75 «Římská architektura», č. 122 «Římská architektura», č. 123 «Římská architektura»
- v oddělení akvarely, kresby, kartony a rytiny: č. 368 «Pamětní obraz tisíciletého uvedení křesťanství do Čech», č. 1040 «Kristus u Marty a Marie» (v majetku malířské akademie pražské)[30]

K 70. narozeninám Viléma Kandlera vyšel v pražském deníku Prager Tagblatt a v rakouském časopisu „Allgemeine Kunstchronik”  biografický fejeton od uměleckého kritika a malíře Agathona Klemta, který autor zakončil slovy: „Dnes stále fyzicky i duševně v plné síle žije v lůně své rodiny, v životě bohatém na vzpomínky a radosti z neustálé duchovní činnosti. Jeho sedmdesáté narozeniny oslavily deputace a rodné město Chrastava poctilo Kandlera čestným občanstvím.”
Obrazárna Společnosti vlasteneckých přátel umění v Domě umělců Rudolfinum v Praze měla ve své sbírce pod inventárním číslem 385 Kandlerův obraz «Kristus s dvěma učedníky před branou emauzskou» z roku 1840, kresbu tuší 0,235 cm x 0,283 cm. Obraz Společnosti věnoval v roce 1888 Vojtěch rytíř Lanna.

### Úmrtí
Za dvacet let pražského pobytu Kandlerovi devětkrát změnili podnájem, což vypovídá o stále nedostačujících rodinných financích. Mimo jiné bydleli dvakrát na Vinohradech a třikrát na Novém Městě V únoru roku 1896 byli hlášeni v rohovém domě čp. 207/II v Pštrossově ulici č.1, v tomto bytě Kandler 18. května 1896 v 80 letech zemřel. Požehnání jeho tělesné schránky se konalo 20. května 1896 v kostele svatého Vojtěcha na Novém Městě, pohřebse odtud vydal na Olšanské hřbitovy. Zádušní mše se druhý den konala opět v kostele svatého Vojtěcha. Vedle rodinných pozůstalých, přátel a známých se přišli rozloučit také zástupci města Chrastavy, němečtí literáti a umělci spolku „Concordia”, Společnost vlasteneckých přátel umění v Čechách, pedagogický sbor Akademie výtvarných umění a Spolek německých výtvarných umělců v Praze.

## Dílo

### Panorama des Universums
Společnost vlasteneckých přátel umění podporovala mladého Kandlera nejen finančně (vykupováním obrazů do slosování), ale objednala si i několik kreseb. Mnohá pražská vyobrazení, na kterých spolupracoval s Karlem Würbsem, vycházela nákladem synů Bohumila Haase v zábavně poučném časopise „Panorama des Universums”, pro který Kandler připravoval též výkresy krajin a architektury a velké panorama Prahy, později vyryté vídeňským kreslířem a rytcem Jakobem Hyrtlem. Pro Haaseho tiskárnu vyrobil též několik pamětních listů ke korunovaci císaře Ferdinanda I., jejichž oceloryty upoutaly pozornost dvorního malíře Eduarda Gurka.

### Libussa - články z deníku Viléma Kandlera
- Aeneas Sylvius und die Piccolomini in Böhmen, nebst Beiträgen zur Lebensgeschichte der h. Katharina von Siena / Aeneas Sylvius a Piccolominiové v Čechách, s příspěvky k životopisu sv. Kateřiny Sienské: Libussa 1853 (na s. 330a rytina zámku Zákupy)[42]
- Die antiken Wasserleitungen der Campagna von Rom / Antické akvadukty v krajině Campagna Romana: Libussa 1854 (na s. 388a rytina krajiny Campagna Romana s akvadukty a venkovským obyvatelstvem)[43]
- Eine Stunde in der Kapelle Sixtina zu Rom / Jedna hodina v Sixtinské kapli v Římě: Libussa 1855[44]
- Der Carneval in Rom / Karneval v Římě: Libussa 1855 (na s. 172b rytina Římanky v karnevalovém kostýmu)[45]
- Die Oktoberfeste und Raphaels Landhaus in der Villa Borghese zu Rom / Říjnové slavnosti a Rafaelův venkovský dům ve vile Borghese v Římě: Libussa 1857 (na s. 340b rytina oltářního obrazu sv. Jana Nepomuckého do zámecké kaple v Ploskovicích; Libussa 1858: s. 110a rytina vily Borghese)[46]
- Die alte Marienstatue in der Stadt Neuhaus / Stará socha Panny Marie v Jindřichově Hradci: Libussa 1858 (na s. 110a rytina vily Borghese, na s. 384b rytina staré sochy Panny Marie)[47]
- Der Gruftstein in der St. Nicolai-Kapelle an der Johannis-Kirche zu Neuhaus / Náhrobní kámen v kapli sv. Mikuláše v kostele sv. Jana Křtitele v Jindřichově Hradci: Libussa 1858 (na s. 388b rytina náhrobního kamene)[48]
- Zápisky z Kandlerova deníku z období pobytu v Římě (září 1844 - květen 1849): Wilhelm Kandler: Biographische Skizze od Franz Isidor Proschko v ročence „Libussa 1859” (s. 315-374)[49]
- Zápisky z Kandlerova deníku z období pobytu v Římě (1849–1850): Wilhelm Kandler: Biographische Skizze od Franz Isidor Proschko v ročence „Libussa 1860” (s. 297-348)

### Starožitnosti a Památky země České
Vilém Kandler společně s Josefem Hellichem připravovali kresby pro dílo Ferdinanda Břetislava Mikovce „Starožitnosti a Památky země České” (německy  Alterthümer und Denkwürdigkeiten Böhmens), které vycházelo v letech 1858 až 1864 ve dvou dílech v sešitových vydáních. Po úmrtí Mikovce převzal psaní textů od II. dílu 8. sešitu Karel Vladislav Zap. V sešitech se objevovaly obrazem a slovem české památky (hrady, zámky a zříceniny, městské stavby), ale také podobizny slavných osobností z českých dějin. Kandler do těchto sešitových vydání připravil kresby:
- Kokořín (I. díl, 1. sešit 1858)

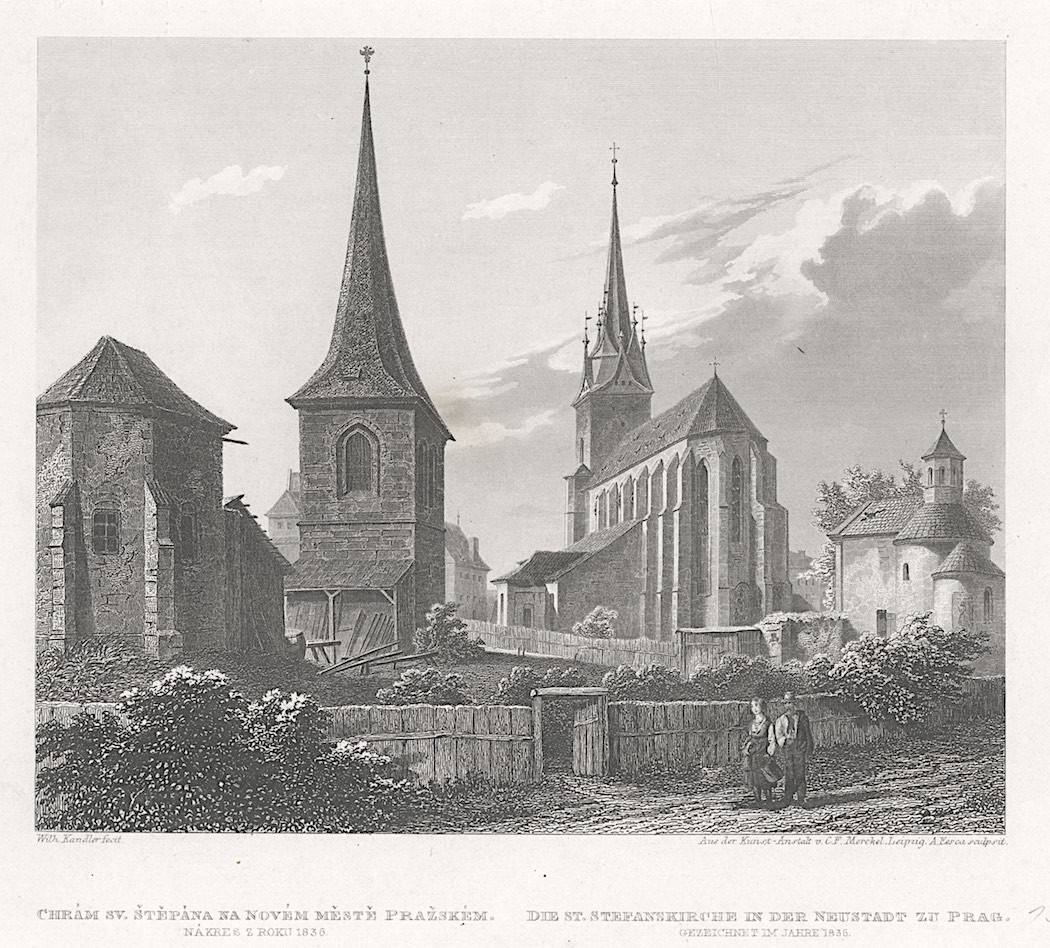
Vilém Kandler: Chrám svatého Štěpána na Novém Městě Pražském (nákres z roku 1836), „Starožitnosti a Památky země České” 1858

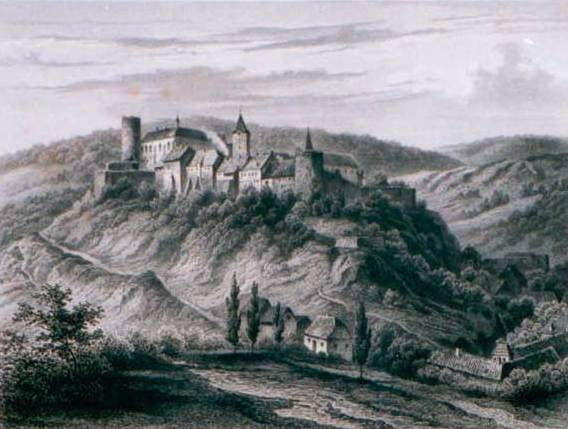
Vilém Kandler: Hrádek Křivoklát (první obraz), „Starožitnosti a Památky země České” 1861

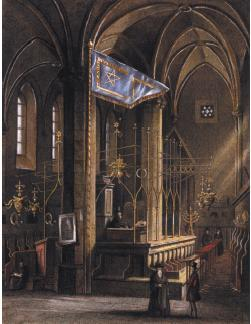
Vilém Kandler: Stará židovská škola v Praze / Die Alt-Neuschule zu Prag, kresba pro „Starožitnosti a Památky země České”

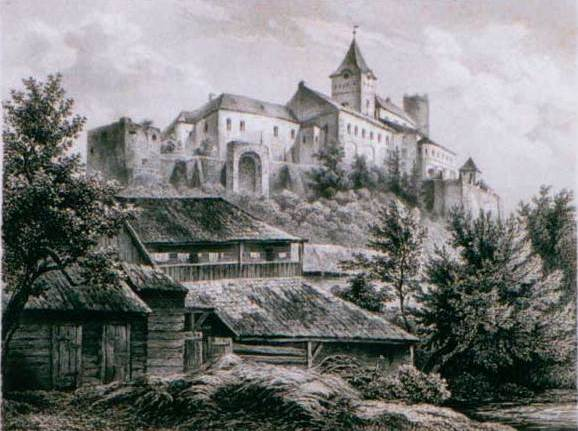
Vilém Kandler: Hrádek Křivoklát (druhý obraz), „Starožitnosti a Památky země České” 1861

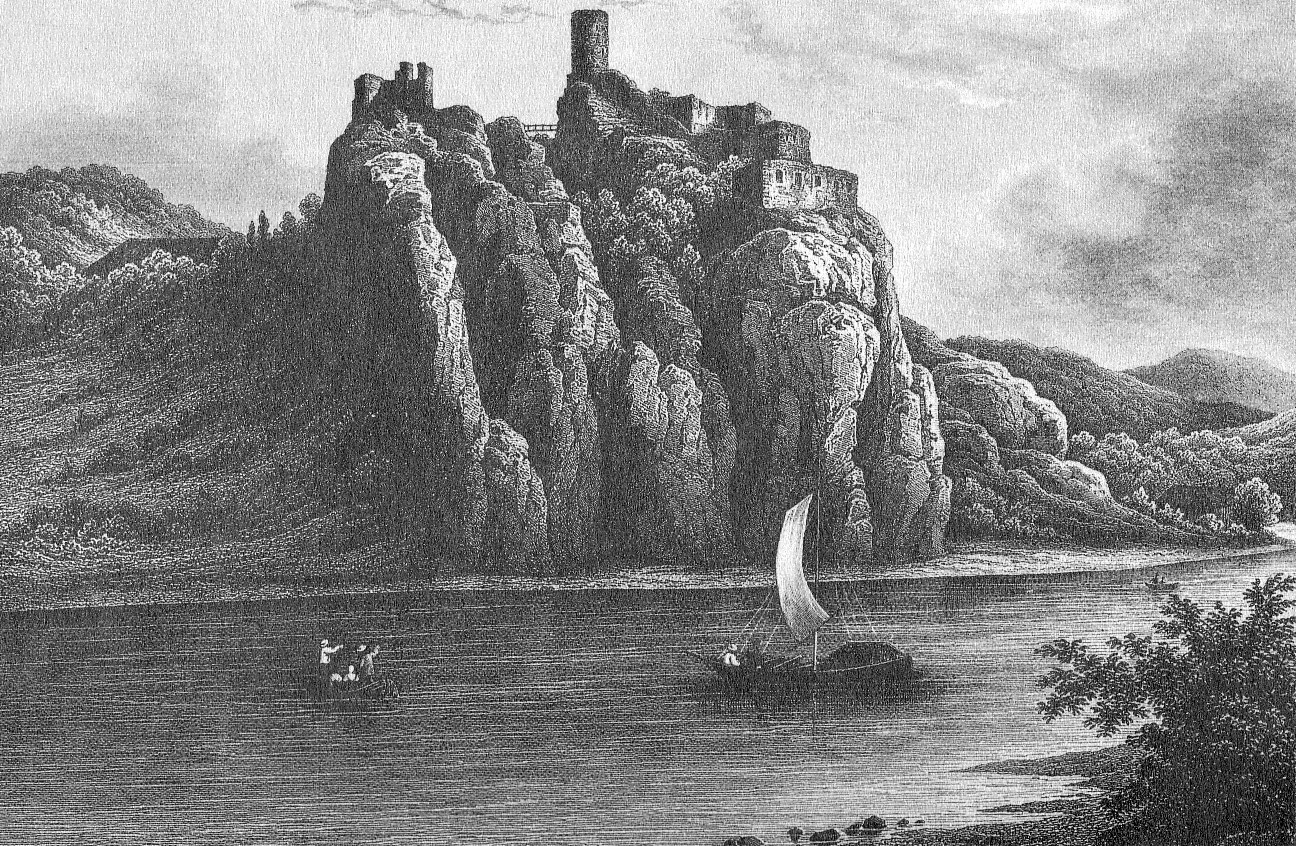
Vilém Kandler: Střekov, „Starožitnosti a Památky země České” 1864

- Chrám svatého Štěpána na Novém Městě Pražském (nákres z roku 1836) (I. díl, 1. sešit 1858)
- Socha Matky Boží v hlavním chrámě Plzeňském (I. díl, 2. sešit 1858)
- Stará radnice litoměřická (I. díl, 2. sešit 1858)
- Zříceniny Jenšteina (I. díl, 3. sešit 1858)
- Stará Pražská brána a hlavní chrám v Slaném (I. díl, 4. sešit 1859)
- Žatecká brána v Lounech (kresba z roku 1839) (I. díl, 4. sešit 1859)
- Kostomlaty (I. díl, 4. sešit 1859)
- Orlík (4. sešit 1859)
- Sv. Kateřina, oltářní obraz v hlavním chrámě Mosteckém (I. díl, 5. sešit 1859)
- Zříceniny Šellenberka (I. díl, 5. sešit 1859)
- Hrad Kost (I. díl, 5. sešit 1859)
- Nelahozeves nad Vltavou (I. díl, 6. sešit 1860)
- Chrám kláštera v Teplé (I. díl, 6. sešit 1860)
- Kaple na Bezdězu uvnitř (I. díl, 7. sešit 1860)
- Kaple na Bezdězi (I. díl, 7. sešit 1860)
- Staré hradby v Berouně (I. díl, 8. sešit 1860)
- Pražská brána v Berouně (I. díl, 8. sešit 1860)
- Votivní obraz arcibiskupa Očka (I. díl, 9. sešit 1860)
- Krakovec (I. díl, 10. sešit 1860)
- Fridlant (I. díl, 11. sešit 1860)
- Libočanská branka v Žatci (I. díl, 11. sešit 1860)
- Chlumec čili Kyšperk (I. díl, 12. sešit 1860)
- Hlavní oltářní obraz chrámu sv. Víta v Praze (I. díl, 12. sešit 1860)
- Zámek Mělnický (I. díl, 12. sešit 1860)[52]
- Hrad Hasištein (II. díl, 1. sešit 1860)
- Okoř (II. díl, 2. sešit 1860)
- Brandýs nad Labem (II. díl, 3. sešit 1861)
- Hrádek Křivoklát (první obraz) (II. díl, 4. sešit 1861)
- Hrádek Křivoklát (druhý obraz) (II. díl, 4. sešit 1861)
- Chrám sv. Jakuba v Nepomuku (II. díl, 5. sešit 1861)
- Stará škola židovská v Praze (II. díl, 5. sešit 1861)
- Václav z Radče kanovník Pražský[53] (II. díl, 5. sešit 1861)
- Chrám Matky Boží před Týnem v Praze (II. díl, 6. sešit)
- Stará brána Zámecká v Chomutově (II. díl, 6. sešit)
- Stará brána v Plzni (II. díl, 6. sešit)
- Zříceniny Kamýka (II. díl, 7. sešit 1862)
- Hrad Hazmburg (II. díl, 7. sešit 1862)
- Prašná brána v Praze (II. díl, 7. sešit 1862)
- Klášter sv. Anežky v Praze (II. díl, 8. sešit 1863)
- Hrad Krasikov či Švamberk (II. díl. 8. sešit 1863)
- Sloup (II. díl, 9. sešit 1863)
- Bílá Hora (II. díl, 10. sešit 1864)
- Střekov (II. díl, 11. sešit 1864)
- Smečna (II. díl, 11. sešit 1864)
- Zámek Roudnice nad Labem (II. díl, 12. sešit 1864)
- Děčín nad Labem (II. díl, 12. sešit 1864)[54][55]

V roce 1860 připravovalo knihkupectví Kober & Markgraf knižní vydání v deskách z barevného plátna a Kandlerovi zadalo výzdobu těchto desek, pro které navrhl alegorii Českého království, jež pak podle jeho návrhu vypracoval berlínský rytec Schubert.
Na deskách těch představena Čechie co panna královská, spočívající na českém lvu uprostřed tří genií, představujících malířství, sochařství a stavitelství, v pozadí vpravo vznáší se nádherný chrám sv. Víta, v levo velikolepé zříceniny Kokořína; znak královského Starého města Prahy s pověstným heslem „Praga caput regni” (Praha, hlava říše) a oběma zemskými erby českými (starým orlem a novým lvem) doplňují tento velmi zdařilý, skvostně v zlatě vyvedený nákres, který obrouben krásnými arabeskami, poskytuje o sobě ušlechtilý obraz.
Lumír, 26.7.1860, s. 716
V roce 1860 vyšla Biblí svatá od Františka Serafínského Bezděky, nakl. Kober & Markgraf, s původními ilustracemi Viléma Kandlera, Josefa Vojtěcha Hellicha a Josefa Mánesa.
V roce 1863 vydalo nakladatelství Ignác Leopold Kober první vydání knihy „Das Böhmerland: der Nordwest; Wanderungen und Ansichten” (Čechy - vlastivědný popis českého severozápadu) od Siegfrieda Kappera s 36 oceloryty od Viléma Kandlera, které kreslil pro „Starožitnosti a Památky země České”: Šárka, Okoř, Stará Pražská brána a hlavní chrám ve Slaném, Smečno, Nelahozeves, Zámek Mělník, Zámek Roudnice, Stará radnice v Litoměřicích, Zřícenina Kamýk, Střekov, Děčín, Kynšperk, Hrad Krupka, Teplice, Kostomlaty, Hazmburk, Žatecká brána v Lounech, Libočanská brána v Žatci, Stará zámecká brána v Chomutově, Zřícenina Hasištejn, Jáchymov, Vojenský lázeňský ústav v Karlových Varech, Kostel kláštera Teplá, Hrad Švamberk, Saská brána v Plzni, Křivoklát 1, Křivoklát 2, Staré hradby v Berouně, Pražská brána v Berouně, Bílá hora, z Prahy pak Prašná brána, Chrám Matky Boží před Týnem, Kostel sv. Štěpána na Novém Městě, Klášter sv. Anežky, Staroměstská radnice, Stará škola židovská).

### Olejomalby, fresky a kresby
- 1836 dokumentace kreseb na schodišti Velké věže hradu Karlštejn (spolu s Antonínem Lhotou)
- 1836 první veřejná výstava: „Zachránění Boleslava II. na lovu zjevením se sv. Matěje”, „Postava lidská podle života”[11]
- 1836 v životní velikosti „Madonna s dítětem a sv. Janem Evangelistou” (získal arcibiskup Ondřej Alois Ankwicz ze Skarbek-Poslawice), „Kníže Bořivoj nalézá sv. Ivana na poušti” a „Lot se svými dcerami”[57] (koupila Umělecká jednota)[11]
- 1836 oltářní obraz „Kázání sv. Prokopa” pro kostel sv. Martina v Kozlech[11]
- 1837 kopie obrazů z hradu Karlštejna, malované temperou a představující život a skutky sv. Václava[11]
- 1837 perokresby pro Společnost vlasteneckých přátel umění: „mosaiková stěna na chrámu sv. Víta” i s obloukem nad ní a točitými schody, „Staroměstská mostecká věž” a „Prašná brána na Starém Městě”; velký lept v mědi „Orloj na Staroměstské radnici” (kopie kresleného listu od Aloise Čermáka)[11] - r. 2019 na aukci Dorotheum Praha[58]

- 1837 četná vyobrazení pražských vyhlídek a staveb, mědirytina velké „Panorama Prahy” 20,3 x 106,5 cm (kreslíř a rytec J. Hyrtl),[59] vyšly jako mědiryty nákladem synů Bohumila Haase[11]

- 1839 fresková výzdoba ústavní kaple Svatého Rafaela Archanděla v Klárově ústavu v Praze

Na stěnách jsou fresky výjevů z Kristova života. Vlevo Narození Páně a Zmrtvýchvstání, vpravo Ukřižování a Nanebevstoupení Páně. V čele nad oltářem jsou fresky, představující žehnajícího Spasitele uprostřed světců a v konše Bůh otec mezi anděly. Fresky podle návrhů Josefa Führicha provedli Vilém Kandler a Antonín Lhota.
Průvodce Praha: Kaple archanděla Rafaela
- 1841 oltářní obraz „Odsouzení sv. Kateřiny” pro hlavní oltář kostela sv. Kateřiny ve Vysokém nad Jizerou[11]
- 1841 výstava v Praze: „Svatí patroni čeští ctí Pannu Marii” (koupila Společnost vlasteneckých přátel umění), „Obraz ze života” a „Touha”(koupil pražský kupec Hähnel), „Císař Maxmilián I. v dílně Albrechta Dürera” (koupil páter Jeroným Josef Zeidler, opat Strahovského kláštera), „Učedníci na cestě do Emauz” (obraz si objednal na zakázku hrabě František Antonín II. z Thun-Hohenštejna[11]
- 1841 ilustrace pro rytiny k misálu (Missale bohemicum) od pražského arcibiskupa Aloise Josefa Schrenka[11]
- 1836–1841 kolem 250 různých perokreseb starožitných kostelů, bran, domů, které si Vilém Kandler kreslil během svých cest po České zemi[11]
- 1840–1842 obrazy „Odpočinek svaté rodiny na útěku do Egypta” (zakázka od synů Bohumila Haase), obraz „Vlasta dostávající nápoj pomsty od čarodějnice Straby” na téma básně od Karla Egona Eberta «Wlasta: Böhmisch-nationales Heldengedicht» a „Spytihněvův soud před bránou Pražskou” (koupil hrabě Franz Desfours-Walderode).[11] „Spytihněvův soud před bránou Pražskou” (Herzog Spitignew hält vor dem Stadttore Prags Gericht) nabízela aukční síň Dorotheum v roce 2017 s vyvolávací cenou 1.000,- € a byl prodán za 1.250,- €.[61]

- 1844 (Neapol) kresby Michelangelova „Posledního soudu” a stropu Sixtinské kaple[9]
- 1844–1846 oltářní obraz „Nejsvětější trojice” pro kostel Nejsvětější Trojice v Nadějkově, po jeho dokončení jej v létě 1847 posvětil papež Pius IX., obraz byl jako první zaslán do Prahy a mecenáš Pavel Alois Klar jej věnoval farnímu kostelu v Nadějkově[9][11]
- 1844–1848 (Řím) oltářní obraz „sv. Kateřiny Sienské” pro kostel Nanebevzetí Panny Marie v Jindřichově Hradci, návrhy předloženy v roce 1844, v roce 1848 dokončen[9][62] a po návratu do Prahy v roce 1853 instalován do kostela.[63]
- 1844 (Řím) započetí práce na kartonu „sv. Jiří zabíjí draka” pro olejomalbu oltářního obrazu[9]
- 1844 (Řím) dokončení menší olejomalby „Kristus lámající chléb v Emauzích”, který v roce 1845 zakoupil český krajan a lázeňský lékař Dr. d. Med. Wenzel Prasil (Václav Prášil) do kostela v štýrském lázeňském Gleichenberku (Bad Gleichenberg)[9]
- 1846–1848 (Řím) zadání zakázky děkana Jiřího Procházky k výrobě oltářního obrazu sv. Vojtěcha, r. 1847 potvrzení zakázky kněžnou Isabellou z Thurn-Taxisu pro kostel na Skalsko, v roce 1848 dokončen a posvěcen papežem Piem IX.[9]
- 1846 (Řím) cyklus předloh pro freskovou malbu z Ježíšova života na zlatém podkladě pro kapli Klárova ústavu nevidomých[9]
- 1846 (Řím) Římské děvče u studny / Ein römisches Mädchen am Brunnen, žánrová olejomalba (majitel Paul Aloys Klar)[64]
- 1846 (Řím) dokončení kartonu pro velký historický obraz, jehož tématem je tažení císaře Fridricha II. Štaufského na Řím v roce 1240. Císaře oslavující římský lid se postavil na jeho stranu a rozbouřený dav táhne na Vatikán. Papež Řehoř IX. se rozhodl vyjít davu vstříc. Na obraze lze spatřit na čele církevního průvodu papeže Řehoře IX. se svými kardinály, papež drží v ruce kříž, za ním nesou dva preláti ostatky apoštolů sv. Petra a sv. Pavla. Protipólem oslav křesťanství je nevěřící římský lid, který rozvášněně vyráží proti papeži, ale při pohledu na odvážnou a důstojnou hlavu církve a následně jeho procítěná slova plná křesťanské lásky pokleká a přísahá mu věrnost. Kulisu této zápletce tvoří starý chrám sv. Petra v Římě. V roce 1847 byla velká olejomalba „Papež Řehoř IX. káže římskému lidu” dokončena. Obraz se nachází od roku 1850 na zámku v Zákupech.[62] V. Kandler začal ještě téhož roku pracovat na pendantu k tomuto obrazu, jehož tématem bylo odsouzení templářských rytířů a velmistrem Jakubem z Molay pronesená obhajoba při soudním procesu v Paříži.[9]

- 1847 (Řím) přípravné práce k oltářnímu obrazu „sv. Josefa” pro kostel svatého Vavřince v Chrastavě (stipendijní votivní dílo pro kostel v místě svého křtu)[9][64]

- 1847 (Řím) olejomalba „sv. Růženy Limské” pro Rudolfa hraběte von Lützow, rakouského vyslance u Svatého stolce ve Vatikánu[9]
- 1847 (Řím) podkladem pro další velké historické plátno bylo dílo Wilhelma Havemanna „Geschichte des Ausgangs des Tempelherrenordens / Historie konce řádu templářů”.[65] Obraz představuje soud templářů ze dne 18. března 1314, kdy před královskými soudci a kardináli stojí obviněný velmistr Jakub z Molay, obklopen svázanými vysokými templářskými hodnostáři, a hrdinsky pronáší svou obhajobu řádu a povolává francouzského krále Filipa IV. i papeže Klementa V. do roka a do dne k Božímu soudu.[9] Obraz se nachází od roku 1850 na zámku v Zákupech.

- 1848 (Řím) větší karton „Šalamounův soud” s postavami v položivotní velikosti
- 1848 (Řím) zakázka Vatikánu na vyhotovení kopie predelly na Troilo Baglioniho oltáři od Raffaela Santi, vlastní kresby z okolí Říma a měst Tivoli a Subiaco[9]
- 1848 (Řím) skica sv. Petra při setkání se sv. Pavlem před Římem (Der h. Petrus dem Paulus vor Rom begegnend), na pozadí kaple
- 1848 (Řím) skica „Císař Rudolf I. Habsburský jede na koni ke svému hrobu do Špýru” (Kaiser Rudolph von Habsburg zu seinem Grabe nach Speyer reitend)[66]

- 1848 (Řím) „Objevení Vřídla Karlem IV.”, olej na plátně 4,5 x 3,5 metru, určené Kandlerem pro mecenáše Karlových Varů, r. 1860 jej koupil Karlovarský Vojenský lázeňský ústav[9], nyní ve sbírce Karlovarského muzea.

Na rozlehlém plátně je v životní velikosti ztvárněna desítka postav, které jsou umístěny do romantické zalesněné krajiny. V tajuplném šerosvitu údolí vyvěrá vroucí voda. Bájní lovci se psy udiveně hledí na tryskající gejzír a jen moudrý vladař již tuší velký význam tohoto nečekaného objevu.
Skrytý poklad v centru Karlových Varů, 28.08.2011
- 1853 dokončena výzdoba (nástěnné malby a hlavní oltářní obraz) sv. Františka z Assisi v zámecké kaple v Zákupech[68]

- 1852 tři oltářní obrazy (sv. Jiljí, sv. Jana Nepomuckého a Panny Marie s Ježíškem) do nově vystaveného kostela svatého Jiljí ve Strmilově (1843–1849)[11]
- 1852 dva oltářní obrazy: Jan Evangelista a Panna Marie pod křížem do evangelického kostela sv. Jana ve Stralsundu v Pomořanech, zakázka od tamní církevní správy[11]
- 1853 dokončen velký oltářní obraz „Nanebevzetí Matky Boží” pro nový katolický kostel v Moskvě, zakázka moskevského velkoobchodníka Josefa Zenkera, na obraze se nad prázdnou hrobkou vznáší Panna Maria na lehkém růžovém oblaku a vedle ní dva andělé, sypající jí lilie a růže, anděl třetí po pravém jejím boku a vedle prázdné hrobky klečí v modlitbě sv. Josef a sv. Kateřina[69]
- oltářní obraz pro kostel sv. Ignáce v Chomutově, oltářní obraz sv. Ignáce do kostela navrácen v roce 2021[70]

Oltářní obraz svatého Ignáce od Viléma Kandlera je z poloviny 19. století. Dnes je značně poškozený. „V minulosti došlo k jeho poničení, kdy byly části obrazu vyřezány. Chybí andělé, portrét sv. Ignáce a panorama Chomutova. Celý obraz je také popraskaný a vypadá to, že do něj asi házeli nože. Dodnes se dochoval díky kurátorovi muzea Radkovi Zezulákovi.
Obraz byl rozřezaný, varhany v Praze, 24.04.2021
- 1854 fresková malba presbiteria v kostele Povýšení svatého Kříže ve Františkových Lázních[11]
- 1854–1856 hlavní oltářní obraz „Nanebevzetí Panny Marie” pro kostel Nanebevzetí Panny Marie v Jindřichově Hradci[72]
- 1854–1855 fresková malba na klenbách s výjevy ze života patrona kostela, hlavní oltářní obraz „Svatý Karel Boromejský v Miláně rozděluje pokrmy nemocným morem”, návrhy na výrobu bočních oltářů, varhan a kazatelny v kostele svatého Karla Boromejského v Praze na Malé Straně[11]
- 1855 dokončeny nástropní malby v jídelně Karlovarského Vojenského lázeňského ústavu
- 1854–1857 nástropní a nástěnné malby s náměty převážně ze Starého zákona, řezbářské a pozlacovací práce včetně dvou pláten v Kapli sv. Kříže na Pražském hradě[73]
- 1857 oltářní obraz sv. Jana Nepomuckého pro zámeckou kapli v Ploskovicích, rytinu oltářního obrazu pro Klárův ústav nevidomých vyhotovila umělecká dílna C. F. Merkel v Lipsku[74]
- 1858 započata práce na třech freskách (Nejsvětější Trojice, sv. Augustin na břehu mořském, pán Hroznata coby člen řehole Premonstrátské) podle již připravených kartonových skic v kapli kláštera Tepelského.[75] V roce 1860 dokončeny obrazy pro hlavní oltář chrámu Mnichovského (německy Einsiedl) - větší obraz představuje sv. Petra a Pavla ve zříceninách pohanského chrámu, na pozadí je vidět chrám sv. Petra v Římě jako symbolické vítězství církve. Druhý obraz - luneta téhož oltáře představuje žehnajícího Spasitele.[76]
- 1858 ocelorytina věrozvěstů Cyrila a Metoděje z norimberského uměleckého ústavu Karla Mayera (Carl Mayer's Kunst-Anstalt Nürnberg) podle nákresu Viléma Kandlera, rytina nesla český nápis: „Sv. Cyrill a Methoděj apoštolově národů v slovanských“ a český citát: „Spasena učiň lid svůj Hospodine a blahoslav dědictví Tvému.“ Svatý Cyril byl mnišském rouše, v levici držel knihu a v pravici kříž. Za ním kráčel Metoděj oděn v arcibiskupském palliu, v levici držíc berlu a pravici připravenou k požehnání.[77]
- 1858 oltářní obraz Svaté rodiny: „Jezulátko vedené Pannou Marií a svatým Josefem” v nové kapli Nemocnice Milosrdných sester sv. Karla Boromejského v Praze[78]
- 1859–1860 návrhy mobiliáře a tři oltářní obrazy (sv. Jakuba, vznášejícího se nad chrámem, Spasitele a Matky Boží) pro kostel svatého Jakuba Většího v Nepomuku[79]
- 1860 olejomalba 90 x 144 cm (podle olejů na papíře z Říma) s názvem: Antické akvadukty v krajině Campagna Romana,
- oltářní obrazy sv. Václava a Jana Nepomuckého pro hlavní oltář v kostele svatého Václava v Broumově
- 1868 postranní oltářní obraz svatého Aloise v kostele sv. Vavřince v Chrastavě (vlevo od hlavního oltáře)
- 1880–1882 hlavní oltářní obraz sv. Vavřince, postranní oltářní obrazy sv. Prokopa a sv. Floriána, pseudorománský oltářík s obrazem sv. Jana Nepomuckého v kostele svatého Vavřince ve Stupně
- 1888 hlavní oltářní obraz „Nanebevzetí Panny Marie” v kostele Nanebevzetí Panny Marie v Klecanech, zachováno pouze torzo obrazu Nanebevzetí P. Marie[80]

### Použitá literatura a literární články
- Constantin von Wurzbach: Biographisches Lexikon des Kaisertums Österreich - Zehnter Teil, Kaiserlich-königliche Hof- und Staatsdruckerei, Wien 1863. Heslo: Kandler Wilhelm, s. 429-435 [online]. Dostupné online.
- PROSCHKO, Franz Isidor. Wilhelm Kandler: Biographische Skizze I. (česky Biografická skica). Libussa (česky Libuše): Jahrbuch für 1859 (česky Ročenka pro 1859), s. 291-374 [online]. Paul Aloys Klar, Prag 1859. Dostupné online.

- KLEMT, Agathon. Wilhelm Kandler: Kunst-Briefe (česky Umělecké dopisy). S. 3–6. Allgemeine Kunstchronik. Illustrierte Zeitschrift für Kunst, Kunstgewerbe, Musik, Theater und Literatur (česky  Obecná kronika umění. Ilustrovaný časopis pro umění, umělecké řemeslo, hudbu, divadlo a literaturu) [online]. Dr. Heinrich Kábdebo, Wien 1. Mai 1886. S. 3–6. Dostupné online.
- Anděla Horová: Nová encyklopedie českého výtvarného umění I. (A-M), Praha 1995, s. 336-337 (autorka hesla: Marie Mžyková)